# Berge (Niedersachsen)
Berge er en kommune med godt 3.500 indbyggere (2013) der er en del af Samtgemeinde Fürstenau, i den nordvestlige del af Landkreis Osnabrück, i den tyske delstat Niedersachsen.

## Geografi
Berge ligger i de nordlige udløbere af gestlandskabet ved Ankumer Höhe og hører til Naturpark Nördlicher Teutoburger Wald-Wiehengebirge. Mod nord og øst støder den til landskabet Artland og er et fladt gestlandskab præget af moser og småskove.

### Nabokommuner
Berge grænser mod nord til Menslage, mod øst til Kettenkamp og Eggermühlen, mod syd til Bippen og mod vest til Landkreis Emsland kommunerne Wettrup, Dohren og Herzlake.

### Inddeling
I kommunen ligger landsbyerne og bebyggelserne:
- Anten
- Berge
- Dalvers
- Grafeld
- Hekese
- Börstel - Stift Börstel